# Signalprovanstalten
Signalprovanstalten (finska: Viestikoelaitos) är en finsk underrättelseorganisation inom Finlands försvarsmakt som skapades 1960. Signalprovanstalten är organiserad inom Finska flygvapnet och har sitt högkvarter i Tikkakoski i Jyväskylä.

## Verksamhet
Mycket litet är känt för allmänheten om denna organisation. I princip all dokumentation om Signalprovanstalten är hemlig eller kvalificerat hemlig. År 1998 var budgeten 51 miljoner finska Mark (8,1 miljoner euro) och antalet anställda var 189. År 2004 var budgeten 12,2 miljoner euro och antalet anställda 125.
Danmark har en motsvarande organisation i Forsvarets Efterretningstjeneste (FE) , Norge i Etterretningstjenesten och Sverige i Försvarets radioanstalt (FRA).